# Port lotniczy Unalaska
Port lotniczy Unalaska, Unalaska Airport (kod IATA: DUT, kod ICAO: PADU, FAA LID: DUT) – publiczny amerykański port lotniczy obsługujący miasto Unalaska w stanie Alaska, znajduje się na wyspie Amaknak, w archipelagu Aleutów, na północ od centrum.
Oficjalną nazwą portu morskiego w Unalaska jest Dutch Harbor, nazwa ta odnosi się także do części miasta położonej na wyspie Amaknak. Dlatego też lotnisko nazywane jest czasami Dutch Harbor Airport.
W 2002 urząd stanu Alaska zmienił nazwę na Tom Madsen Airport na cześć Charlesa Thomasa Madsena seniora, pilota, który zginął 10 kwietnia 2002 w wypadku lotniczym w Juneau. Jednak Amerykański Urząd Lotnictwa nadal używa nazwy Unalaska Airport.
W 2007 w porcie wykonano 744 operacje lotnicze. W 2008 w lotach rozkładowych z lotniska skorzystało 28 234 osób, co było spadkiem o 7,7% w porównaniu do poprzedniego roku, kiedy liczba ta wynosiła 30 581, w 2006 było to 29 260 osób.
Port posiada jeden pas startowy, który z trzech stron ograniczony jest Morzem Beringa a od północy wzgórzem.
Regularne połączenia lotnicze wykonuje linia PenAir, która jest partnerem codeshare z Alaska Airlines.

## Linie lotnicze i połączenia
- PenAir (Akutan, Anchorage, Atka, Nikolski)